# Radara defecta
Radara defecta är en fjärilsart som beskrevs av Dyar 1912. Radara defecta ingår i släktet Radara och familjen nattflyn. Inga underarter finns listade.